# Tišovska konfederacija
Tišovska konfederacija (poljsko Konfederacja tyszowiecka) je bila vojaško-plemiška konfederacija, ki sta jo 29. decembra 1655 v Tyszowcah ustanovila veliki hetman poljske krone Stanisław "Rewera" Potocki in feldman poljske krone Stanisław Lanckoroński, da bi nadaljevala boj proti švedskim okupatorjem in predala vojsko zakonitemu poljsko-litovskemu monarhu Ivanu II. Kazimirju Vasi. 

## Opis
Jeseni 1655 je poljsko plemstvo ogorčila novica o švedskem obleganju Jasne gore. Švedi so s tem kršili svobodo katoliške vere in dvignili bogoskrunsko roko proti najpomembnejšemu kraju ne le v Republiki obeh narodov, temveč v celem katoliškem svetu (Orbi Christiano). Ko je kralj Ivan II.  18. decembra 1655 izvedel, da namerava kronska vojska zapustiti Švede, se je odpravil domov na Poljsko. 
Pri ustanovitvi Tišovske konfederacije so sodelovale čete pod poveljstvom kronskih hetmanov. Določeno vlogo je imelo tudi plemstvo okoliških dežel in grofij. Konfederacija je po vsej državi napovedala vpoklic poljskih in volilnih polkov ter pozvala vse stanove k orožju. 
Po vrnitvi iz izgnanstva Ivan II. ni potrdil sklepov konfederacije in se ji ni pridružil. Konfederacijski voditelji so se nato s kraljem dogovarjali med njegovim potovanjem v Lvov, v Krosnu in Łańcutu. Nazadnje je bila v Łańcutu v prisotnosti kralja ustanovljena nova splošna konfederacija.
Niti izvirno besedilo Zakona o konfederaciji niti njegovi letaki se niso ohranili. Državni arhiv v Lublinu hrani besedilo Sokalskega univerzala z dne 16. decembra 1655, ki naj bi bil podoben Zakonu o konfederaciji, in Konfederacijskega univerzala o splošnih dajatvah z dne 31. decembra 1655.